# Ravi Shankar (musicus)

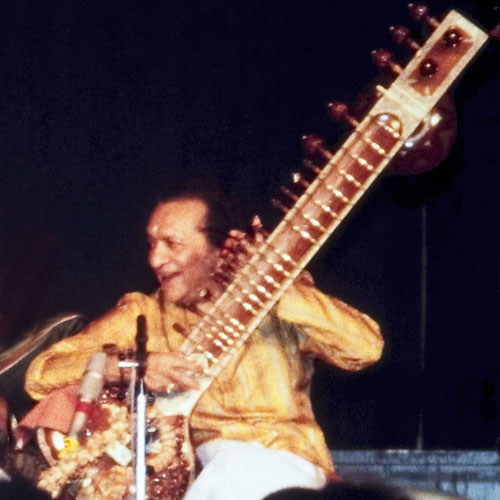
Shankar in 1988

Ravi Shankar (Benares, 7 april 1920 – San Diego, 11 december 2012) was een internationaal bekende Indiaas musicus en sitarvirtuoos, die vooral naam heeft gemaakt als populariseerder van Indiase muziek in het Westen. "Pandit"  Ravi Shankar heeft onder anderen samengewerkt met Yehudi Menuhin, Jean-Pierre Rampal, John Coltrane, Philip Glass en met The Beatles.

## Biografie

### Jeugd
Hij werd geboren als Robindro Shaunkor Chowdhury als de jongste van zeven broers. Zijn vader, Shyam Shankar, was een advocaat, staatsman en geleerde, met wie het gezin echter niet veel contact had. Shyam Shankar trouwde met Shankars moeder, Hemangini Devi, maar verhuisde later naar Londen waar hij werkte als advocaat. Ravi Shankar ontmoette zijn vader pas voor het eerst toen hij al acht jaar was.
In 1930 verhuisde 'Robu' naar Parijs, met het dansgezelschap van zijn oudste broer, de choreograaf Uday Shankar. Hij mocht mee op tournee en leerde dansen en verschillende Indiase instrumenten bespelen. Het dansgezelschap reisde door Europa en de Verenigde Staten. Shankar leerde Frans en kreeg de kans de Westerse gewoontes en cultuur te ontdekken. In 1935 leerde hij Allauddin Khan kennen, een muziekvirtuoos en de grondlegger van de moderne Indiase klassieke muziek, en ging zeven jaar bij hem in de leer volgens het leerling-meester-systeem op de sitar.

### Carrière
Beginperiode in India
Ravi Shankar gaf zijn danscarrière op en ging bij Allauddin Khan in de leer. Hij bestudeerde er de Indiase klassieke muziek en leerde zowel de sitar als de surbahar te bespelen. In 1939 gaf Shankar zijn eerste concert, samen met de zoon van Khan, Ali Akbar Khan.
In 1944 voltooide Shankar zijn opleiding en verhuisde naar Mumbai, toen nog Bombay. Hij componeerde er muziek voor de lokale balletvereniging en werkte er zeven jaar als muziekdirecteur voor de All India Radio. In de jaren 1950 componeerde hij de muziek voor de Apu-trilogie, de vermaarde filmreeks van Satyajit Ray. Het leverde hem internationale roem op.
Internationale carrière
In 1952 ontmoette hij de Amerikaanse violist Yehudi Menuhin, op wie hij diepe indruk maakte, hetgeen het begin was van een levenslange vriendschap. In 1955 nodigde Menuhin Ravi Shankar uit om in New York een demonstratie Indiase klassieke muziek te geven. Shankar moest echter verstek laten gaan wegens huwelijksproblemen en gaf de uitnodiging door aan zijn oude vriend Ali Akbar Khan. Khan mocht samen met Chatur Lal optreden in het Museum of Modern Art en was de eerste Indiase klassieke muzikant die op de Amerikaanse televisie een concert gaf.
Shankar hoorde over die positieve ontvangst en besloot in 1956 om zelf op tournee te gaan. Hij trad op in het Verenigd Koninkrijk, Nederland, Duitsland en de Verenigde Staten. In hetzelfde jaar nam Shankar zijn eerste album op in Londen, Three Ragas. In 1957 kreeg hij op het Internationaal filmfestival van Berlijn een Zilveren Beer voor de filmmuziek van Kabuliwala.
In de jaren 50 en 60 nam Ravi Shankar nog verscheidene albums op, de meeste in de studio's van Pacific Jazz Records. Zijn muziek bereikte zo de rockgroep The Byrds, die elementen ervan gebruiken voor hun muziek. George Harrison geraakte in diezelfde periode eveneens gefascineerd door de Indiase klassieke muziek. Hij kocht een sitar en gebruikte die op Norwegian Wood (This Bird Has Flown). De Indiase muziek van Ravi Shankar inspireerde daarna nog talloze muzikanten. In 1966 ontmoette Shankar George Harrison en werd hij een bekende musicus in de popcultuur, met optredens op het Monterey Pop Festival en Woodstock, en als medeorganisator van The concert for Bangladesh. In 1967 won Shankar de Grammy Award voor beste kamermuziek, voor zijn samenwerking met Yehudi Menuhin, West Meets East. Eind september 1968 trad hij op in de Kurzaal in Scheveningen. In 1972 won hij zijn tweede Grammy, deze keer werd The concert for Bangladesh verkozen tot album van het jaar. 
In de jaren 1970 werkten Shankar en Harrison vaak samen. Zo namen ze samen Shankar Family & Friends (1973) op en toerden ze in Noord-Amerika en Europa. Het zware tourschema werd Shankar echter te veel en in november 1974 kreeg hij een hartaanval in Chicago. In december 1974 gaf hij, op uitnodiging van toenmalig Amerikaans president Gerald Ford, een optreden in het Witte Huis. 
In 1982 werd Shankar genomineerd voor een Oscar voor beste originele muziek voor zijn muziek bij de film Gandhi. De prijs ging echter naar John Williams. Shankar bleef, ondanks hartproblemen, optreden. Hij zou nog twee maal een Grammy Award voor beste wereldmuziek winnen. In 2001 met Full Circle-Carnegie Hall en ten slotte in 2012, postuum, met The Living Room Sessions, Part 1.

### Familie
Van 1941 tot 1962 was hij getrouwd met Allaudin Khans dochter Annapurna Devi. Het echtpaar kreeg een zoon, Shebendra Shankar (1952-1992), die ook een bekende musicus werd. Met de Amerikaanse concertpromotor Sue Jones kreeg Shankar in 1979 een dochter, Geetali Norah Jones Shankar, beter bekend als Norah Jones. Hij trouwde later met zijn fan Sukanya Rajan, met wie hij in 1981 een tweede dochter kreeg, Anoushka Shankar, die ook een bekende sitarspeelster werd en genomineerd werd voor een Grammy Award. Hij is ook de oom van de bekende sitarspeler Ananda Shankar.

### Overlijden
Op 6 december 2012 werd Shankar opgenomen in het Scripps Memorial Hospital in La Jolla, San Diego wegens ademhalingsmoeilijkheden. Hij overleed aldaar op 11 december rond 16:30 plaatselijke tijd op 92-jarige leeftijd.

## Onderscheidingen
Shankar is vele malen onderscheiden, onder meer met de hoogste Indiase burgerlijke onderscheiding Padma Vibhushan, de Franse Commandeur de l'Ordre des Arts et des Lettres (1985), de Ramon Magsaysay Award en twaalf eredoctoraten. Hij heeft ook zeven jaar in het Indiase Hogerhuis gezeten. 

### Naamgenoot
Zie voor Shankar's naamgenoot, de Indiase spiritueel leider: Sri Sri Ravi Shankar (1956).
- Bibsys: 90245316
- Biblioteca Nacional de Chile: 000694578
- Biblioteca Nacional de España: XX885220
- Bibliothèque nationale de France: cb138997049 (data)
- Catàleg d'autoritats de noms i títols de Catalunya: 981058518713306706
- CiNii: DA03704611
- Gemeinsame Normdatei: 118764993
- International Standard Name Identifier: 0000 0001 2141 8949
- Library of Congress Control Number: n50001487
- Nationale Bibliotheek van Letland: 000197302
- MusicBrainz: 697f8b9f-0454-40f2-bba2-58f35668cdbe
- Bibliotheek van het Japanse parlement: 00456221
- Nationale Bibliotheek van Tsjechië: ola2002159395
- Nationale bibliotheek van Australië: 35492497
- Nationale Bibliotheek van Israël: 987007453916605171
- Nationale Bibliotheek van Polen: a0000001127336
- Nationale en Universitaire bibliotheek Zagreb: 000114261
- Nederlandse Thesaurus van Auteursnamen: 072076496
- Istituto Centrale per il Catalogo Unico: UFIV083295
- LIBRIS: 358805
- SNAC: w6cp7t4h
- Système universitaire de documentation: 06700931X
- Museum of New Zealand Te Papa Tongarewa: 30945
- Trove: 972681
- Virtual International Authority File: 84975629
- WorldCat: E39PBJtMm6wxp8wQGRmJ7HRh73